# Zorianos
Zorianos  este un oraș în Grecia în prefectura Focida.